# Mauricio Rocha Iturbide
Mauricio Rocha Iturbide es un arquitecto mexicano, nacido en la Ciudad de México en 1965. Desde 2012 trabaja asociado con Gabriela Carrillo.
Su arquitectura y sus intervenciones artísticas obedecen a un pensamiento racional que integra el entorno y la sensibilidad espacial.
Desde poder lograr una serie de sustracciones generadoras de espacio por ausencia, hasta las formas simples que proponen experiencias complejas.
Mauricio Rocha se ha caracterizado por un sentido humano, él cree su obra debe verse como un trabajo en conjunto. No se trata de una idea sino de un lenguaje. Busca generar en sus proyectos una arquitectura que envejezca con dignidad.

## Biografía
Es hijo de la fotógrafa Graciela Iturbide y del arquitecto Manuel Rocha Díaz, hermano de Manuel Rocha Iturbide.
Estudió arquitectura en la Universidad Nacional Autónoma de México. Elaboró su tesis acerca del Centro de invidentes y débiles visuales, obtuvo Mención Honorífica en su examen profesional. 
Él ha impartido clases de Lenguaje arquitectónico y Proyectos en la Facultad de Arquitectura de la UNAM (1992-1998), la Universidad Anáhuac (2004) y la Universidad Iberoamericana, así como también ha impartido cátedras en Universidades de Estados Unidos y América Latina.
Ha sido becario del FONCA en el Programa Jóvenes Creadores 1991-1992.
Además de Arquitectura, Mauricio Rocha ha trabajado como artista haciendo intervenciones en diferentes edificios y participando en exhibiciones en lugares nacionales e internacionales.
Con su primer proyecto realizado en 1990 la casa de su madre, la fotógrafa Mexicana Graciela Iturbide; fundó su propio “Taller de Arquitectura”, aunque continuó colaborando con su padre hasta su muerte en 1996. A partir de este momento Mauricio Rocha fusionó ambos despachos para conformar uno nuevo.
Como arquitecto ha realizado tanto obra pública como privada, alternando su trabajo con la realización de intervenciones de arquitectura efímera en exposiciones de arte, así como de museografía.
Entre sus trabajos de Arquitectura más importantes destacan diferentes proyectos realizados en la Ciudad de México, como el “Centro de Atención Compensatoria a Invidentes y Débiles Visuales del Distrito Federal” en la delegación Iztapalapa, “el Albergue para Niñas de la Calle” en Av. Observatorio, en la Delegación Miguel Hidalgo, “Mercado de San Pablo Oztotepec” en la Delegación Milpa Alta; También proyectó las agencias de automóviles Audi y Porsche, en Interlomas, y diversas casas habitación tanto en la Ciudad de México como en Morelos, Querétaro, Ensenada, Oaxaca; entre otras obras. 
Su obra ha sido publicada en la revista Praxis, Nueva York. Arquine, Obras, Enlace y Poliéster en la Ciudad de México, en 10x10 critics 100 Architectes de Phaidon en 2005. Es integrante del Sistema Nacional de Creadores desde 2004.
Mauricio Rocha busca en sus proyectos, una arquitectura transparente con una escala humana. Él busca una honestidad estructural basada en el orden de los materiales para conformar el esqueleto y la piel de sus edificios.

## Obras importantes
- Escuela de Artes Plástica UABJO, Oaxaca, 2008
- Casa Graciela Iturbide. México, D.F. 1990.
- Casa Itzamatitlán. México, D.F. 1997.
- Centro para la Atención de Gente Invidente. México, D.F. 2000.
- Complejo Automotriz Audi/Porsche. México, D.F. 2002.
- Mercado de San Pablo Oztotepec. México, D.F. 2003.
- Propuesta para el pabellón de México en Madrid 2004.
- Casa Sayavedra. México, D.F. 2006.

## Premios y reconocimientos
- Premio Covarrubias por la Mejor Museografía Nacional en México con su “Introducción a la Antropología” proyecto en el Museo Nacional de Antropología e Historia de la Ciudad de México. 2002.
- Medalla de Plata en la VII bienal de Arquitectura en México por el "Centro para la Atención de Gente Invidente". 2002.
- Medalla de Oro en la VIII bienal de Arquitectura en México por el “Mercado de San Pablo Oztotepec”. 2004.

## Exposiciones
- Galería de Arte Contemporáneo, México 1996.
- Intervención en depósito de Agua, Canal de Isabel II, ARCO 1997.
- Lines of Loss en Artists Space, Nueva York 1998.
- Intervención en Ex Teresa Arte Actual, México 1999.
- Intervención en MAM, México 2003.
- Primera Bienal Internacional de Arquitectura en Pekín, China 2004.
- Exposición de Arquitectura Mexicana en el Center For Architecture, Nueva York 2004.